# Masashi Oguro
Masashi Oguro (født 4. maj 1980) er en japansk fodboldspiller.

## Japans fodboldlandshold
| Japans landshold | Japans landshold | Japans landshold |
| År               | Kmp              | Mål              |
| ---------------- | ---------------- | ---------------- |
| 2005             | 15               | 5                |
| 2006             | 6                | 0                |
| 2007             | 0                | 0                |
| 2008             | 1                | 0                |
| Total            | 22               | 5                |